# Кад сам био војник
„Кад сам био војник” је југословенска ТВ мини-серија снимљена 1969. године у продукцији Телевизије Београд.

## Епизоде
| Сезона | Епизода | Назив               |
| ------ | ------- | ------------------- |
| 1      | 1       | Добро нам дошли     |
| 1      | 2       | На лево круг        |
| 1      | 3       | Војник, бомбе и ... |
| 1      | 4       | Хармоника           |
| 1      | 5       | Крв                 |
| 1      | 6       | Маневар             |
| 1      | 7       | Растанак            |

## Улоге
| Глумац                   | Улога |
| ------------------------ | ----- |
| Стојан Столе Аранђеловић |       |
| Хусеин Чокић             |       |
| Љубиша Јовановић         |       |
| Душан Ђурић              |       |
| Дејан Ђуровић            |       |
| Адем Микуловци           |       |
| Воја Мирић               |       |
| Ђорђе Ненадовић          |       |
| Садедин Прекази          |       |
| Петар Словенски          |       |
| Милан Срдоч              |       |
| Растко Тадић             |       |
| Душан Вујисић            |       |
| Фаик Имери               |       |

Комплетна ТВ екипа ▼
| Редитељ                   | Стјепан Заниновић   |                                   |
| Сценариста                | Стјепан Заниновић   |                                   |
| Директор фотографије      | Зоран Николић       |                                   |
| Монтажер                  | Александар Илић     |                                   |
| Монтажер                  | Мирјана Митић       |                                   |
| Менаџер продукције        | Слободан Новаковић  | директор филма (1969—1970)        |
| Менаџер продукције        | Живојин Шуловић     | вођа снимања (1969—1970)          |
| Помоћник режије           | Константин Вујовић  | помоћник редитеља (1969—1970)     |
| Одсек за звук             | Мирјана Митић       | тонска обрада (1969—1970)         |
| Одсек за звук             | Рајко Смедеревац    | микроман (1969—1970)              |
| Одсек за звук             | Милан Тричковић     | тон мајстор (1969—1970)           |
| Одсек за камеру и расвету | Петар Анђелковић    | пратилац камере (1969—1970)       |
| Одсек за камеру и расвету | Станко Гавриловић   | техничар за осветљење (1969—1970) |
| Одсек за камеру и расвету | Матија Иванковић    | техничар за осветљење (1969—1970) |
| Одсек за камеру и расвету | Петар Питон         | техничар за осветљење (1969—1970) |
| Одсек за монтажу          | Катарина Стефановић | асистент монтажера                |